# کی. پی. کانداسامی
کی. پی. کانداسامی (انگلیسی: K. P. Kandasamy؛ – ۱۹۹۴) سیاستمدار و کارآفرین اهل هند بود، که در سال ۱۹۷۷ شرکت دیناکاران را تأسیس کرد.